# Derambila obiana
Derambila obiana är en fjärilsart som beskrevs av Thierry-mieg 1910. Derambila obiana ingår i släktet Derambila och familjen mätare. Inga underarter finns listade i Catalogue of Life.